# Tangara vitriolina
A Tangara vitriolina  a madarak osztályának verébalakúak (Passeriformes) rendjébe és a tangarafélék (Thraupidae) családjába tartozó  faj.

## Előfordulása
Az Andok hegységben Kolumbia és Ecuador területén honos. A természetes élőhelye szubtrópusi és trópusi síkvidéki és hegyi erdők és bokrosok, valamint vidéki kertek. Állandó, nem vonuló faj.